# Eiphosoma striatum
Eiphosoma striatum är en stekelart som först beskrevs av Cameron 1911.  Eiphosoma striatum ingår i släktet Eiphosoma och familjen brokparasitsteklar. Inga underarter finns listade i Catalogue of Life.